# گواهی‌نامه بین‌المللی حقوقی انگلیسی
گواهی نامه بین‌المللی حقوقی انگلیسی (ILEC) یک مدرک زبان انگلیسی سطح بالا برای وکلا بود. امتحان ILEC در دسامبر سال ۲۰۱۶ پایان یافت.